# Sindicato Nacional de Músicos
El Sindicato Nacional de Músicos (Sindicato Nacional de Músicos Guayaquil) es un sindicato ecuatoriano de artistas musicales creado en 1938, ubicado en la ciudad de Guayaquil, Ecuador.

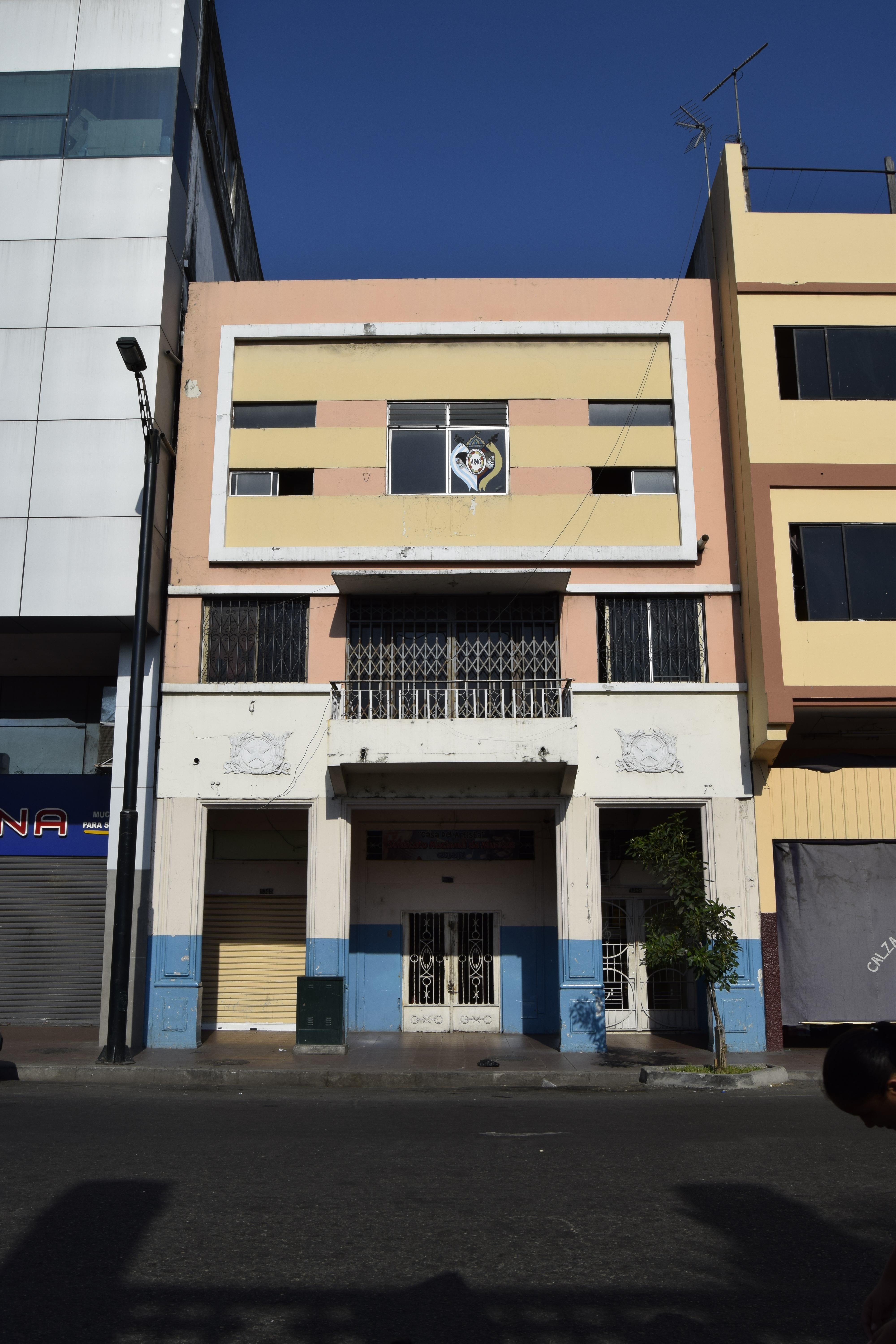
Sede principal

## Historia

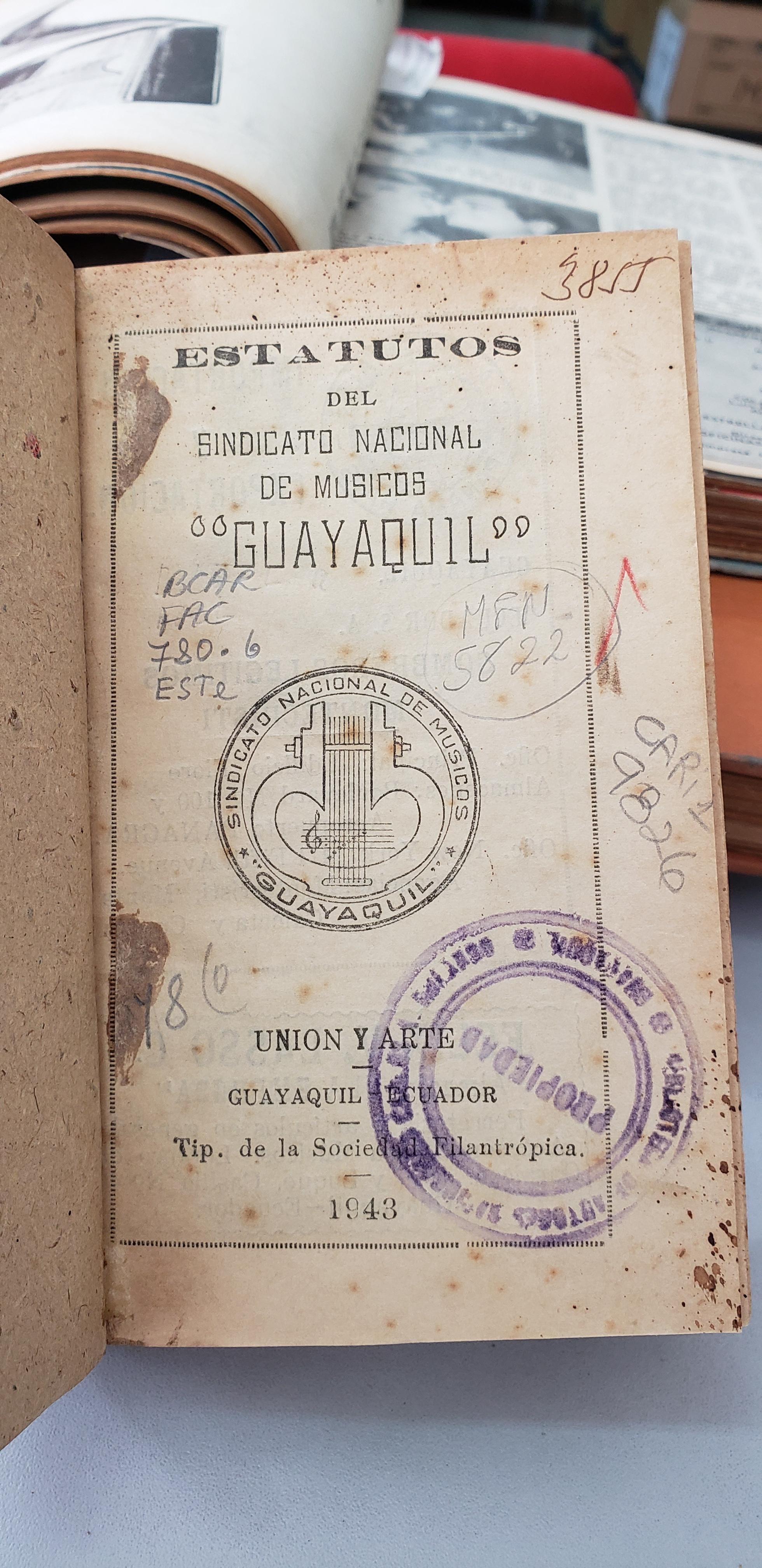
Estatutos, edición de 1943

Con la promulgación del Código del Trabajo, el 5 de agosto en 1938, gran cantidad de gremios y grupos de trabajadores de diferentes sectores constituyeron sindicatos. Por ello un grupo importante de músicos se reunieron a fin de crear una institución para la protección de sus derechos laborales. Entre los músicos que lo fundaron se encuentran: el compositor y guitarrista Nicasio Safadi, el poeta y músico Lauro Dávila, el pianista guayaquileño Sócrates Rojas y el violinista Fermín Silva de la Torre, padre de Lucho Silva. El Sindicato Nacional de Músicos es «la organizacion gremial de su tipo, mas antigua del Ecuador».

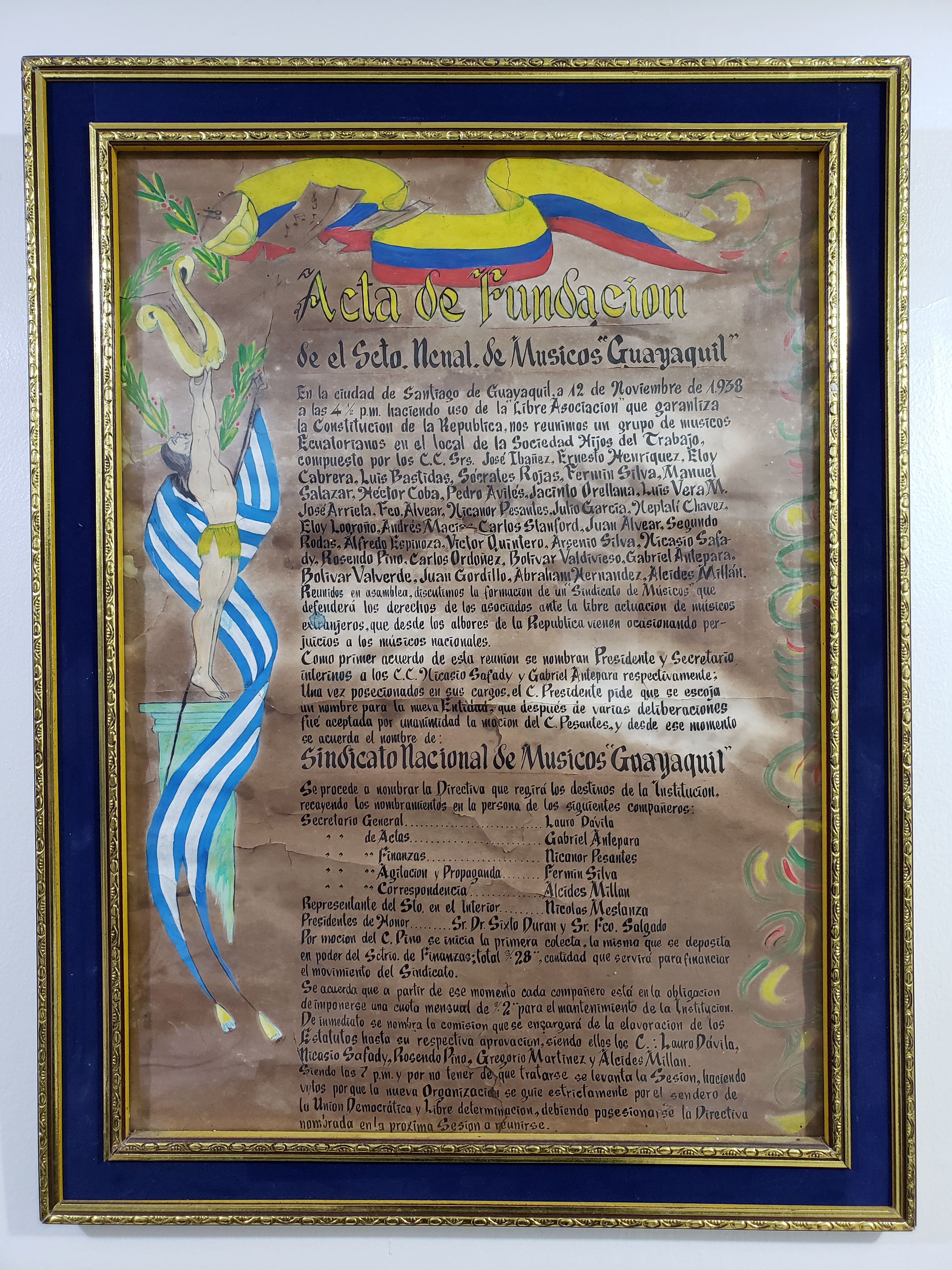
Acta de fundación